# Zweiter demografischer Übergang
Die Theorie des zweiten demografischen Übergangs wurde 1987 von dem niederländischen Demografen Dirk J. van de Kaa und dem belgischen Demografen Ron Lesthaeghe entworfen. Sie baut auf dem Modell des demografischen Übergangs auf und stellt den Versuch dar, den nach dem Zweiten Weltkrieg in allen Industriestaaten zu beobachtenden demografischen Wandel als ein generalisierbares Phänomen zu beschreiben, das auf einen Wertewandel hin zu postmaterialistischen und individualistischen Werten zurückzuführen sei. Der demografische Wandel nach dem Zweiten Weltkrieg kann zum Beispiel festgemacht werden an: Rückgang der zusammengefassten Geburtenziffer unter das Erhaltungsniveau von 2,1 Kindern je Frau, Anstieg des durchschnittlichen Heiratsalters und Anstieg des durchschnittlichen Alters bei der Geburt des ersten Kindes.
Für den zweiten demografischen Übergang postulierte van de Kaa (1987: 11) vier Übergänge:
- Den Übergang von der Ehe zum unverheirateten Zusammenleben
- Den Übergang vom Kind zum Paar als Mittelpunkt der Familie
- Den Übergang von präventiver Verhütung zu einer „selbstverwirklichenden Empfängnis“, also einer als Selbstverwirklichung verstandenen Familienplanung
- Den Übergang von einheitlichen zu pluralistischen Familien und Haushaltsformen

Nachdem van de Kaa den zweiten demografischen Übergang zunächst nur als europäisches Phänomen beschrieb, ging er später dazu über, ihn als ein universelles Phänomen zu postulieren, das dem (ersten) demografischen Übergang mit zeitlicher Verzögerung folge, sobald die ökonomische Entwicklung einen entsprechenden Wertewandel nach sich ziehe.

## Folgen für das Altern
Als Folge des zweiten demografischen Übergangs auf die Altersstruktur der Gesellschaft (speziell der Deutschen) ergibt sich, dass sich die geburtenstarken Jahrgänge der 1950er und vor allem der 60er Jahre im Altersaufbau nach oben schieben und durch immer geburtenschwächere Jahrgänge ersetzt werden. Dies führt zu einer Beschleunigung des fertilitätsgeleiteten Alterns.